# Mousses Helvétiques
Mousses Helvétiques (abreviado Mous. Helvét.) fue una revista ilustrada con descripciones botánicas que fue editada por el cirujano militar y botánico francés Nicolas Charles Seringe. Se publicaron 100 números en los años 1804-1809.